# Coupe du Maroc de football 1964-1965
 (avril 2024).
Si vous disposez d'ouvrages ou d'articles de référence ou si vous connaissez des sites web de qualité traitant du thème abordé ici, merci de compléter l'article en donnant les références utiles à sa vérifiabilité et en les liant à la section « Notes et références ».
Navigation
Édition précédente Édition suivante
La saison 1964-1965 de la Coupe du Trône est la neuvième édition de la compétition. 
Les clubs de Division 1 ne rentrent qu'en seizièmes de finale, alors que les clubs des divisions inférieures entrent au fur et à mesure des tours préliminaires. Les équipes se rencontrent sur un  match simple. En cas de match nul, le match est rejoué sur le terrain de l'autre équipe.
Le Kawkab de Marrakech remporte la coupe au détriment du Raja Club Athletic sur le score de 3-1 au cours d'une finale jouée dans le Stade d'honneur à Casablanca. Le Kawkab de Marrakech gagne une troisième fois la compétition mais il s'agit surtout de sa troisième finale gagnée consécutivement. Il devient ainsi le premier club marocain à remporter cette compétition trois fois d'affilée.

## Déroulement

### Huitièmes de finale
| Date | Équipe 1            | Résultat | Équipe 2       | Lieu |
| ---- | ------------------- | -------- | -------------- | ---- |
| -    | Kénitra AC          | 0 - 1    | Stade Marocain | -    |
| -    | HUS Agadir          | 0 - 0    | Racing AC      | -    |
| -    | KAC Marrakech       | 0 - 0    | FAR de Rabat   | -    |
| -    | MA Tétouan          | 2 - 0    | DH El Jadida   | -    |
| -    | COD Meknès          | 0 - 0    | Maghreb AS     | -    |
| -    | Raja de Beni Mellal | 2 - 1    | USM Oujda      | -    |
| -    | SCC Mohammédia      | 0 - 2    | Raja CA        | -    |
| -    | Wydad AC            | 1 - 0    | Tihad AS       | -    |

#### Matchs à rejouer
| Date | Équipe 1     | Résultat | Équipe 2      | Lieu |
| ---- | ------------ | -------- | ------------- | ---- |
| -    | Maghreb AS   | 1 - 0    | COD Meknès    | -    |
| -    | Racing AC    | 2 - 0    | HUS Agadir    | -    |
| -    | FAR de Rabat | 0 - 1    | KAC Marrakech | -    |

### Quarts de finale
| Date | Équipe 1            | Résultat | Équipe 2       | Lieu |
| ---- | ------------------- | -------- | -------------- | ---- |
| -    | KAC Marrakech       | 1 - 0    | Racing AC      | -    |
| -    | MA Tétouan          | 1 - 2    | Stade Marocain | -    |
| -    | Wydad AC            | 1 - 2    | Raja CA        | -    |
| -    | Raja de Beni Mellal | 2 - 1    | Maghreb AS     | -    |

### Demi-finales
| Date | Équipe 1            | Résultat | Équipe 2                    | Lieu |
| ---- | ------------------- | -------- | --------------------------- | ---- |
| -    | KAC Marrakech       | 1 - 0    | Stade Marocain              | -    |
| -    | Raja de Beni Mellal | 0 - 1    | Raja CA But de BhaïjaBhaija | -    |

### Finale
| Date         | Équipe 1 | Résultat | Équipe 2      | Lieu       |
| ------------ | -------- | -------- | ------------- | ---------- |
| 13 juin 1965 | Raja CA  | 1 - 3    | KAC Marrakech | Casablanca |

La finale oppose les vainqueurs des demi-finales, le Kawkab de Marrakech face au Raja Club Athletic, le 13 juin 1965 au Stade d'honneur à Casablanca. Match arbitré par Salih Mohamed Boukkili. Il s'agit de la première finale pour le Raja CA, tandis que pour le KAC Marrakech, c'est la quatrième finale et la troisième consécutive. Le club a remporté ses deux premiers titres dans la compétition lors des deux dernières éditions. Le KAC Marrakech remporte le match sur le score de 3 buts à 1 grâce à des buts de Lachheb (  46e), Chicha (  87e), et Khaldi (  89e), tandis que le seul but inscrit par le Raja est l'oeuvre de Mohamed Bhaija ( ). Il s'agit du troisième sacre consécutif du Kawkab de Marrakech dans la compétition, et de la première défaite en finale du Raja.

## Sources
- Rsssf.com